# Burkersdorf (Schmölln)
Burkersdorf ist ein weilerartiger Ortsteil der Stadt Schmölln im Landkreis Altenburger Land in Thüringen.

## Lage

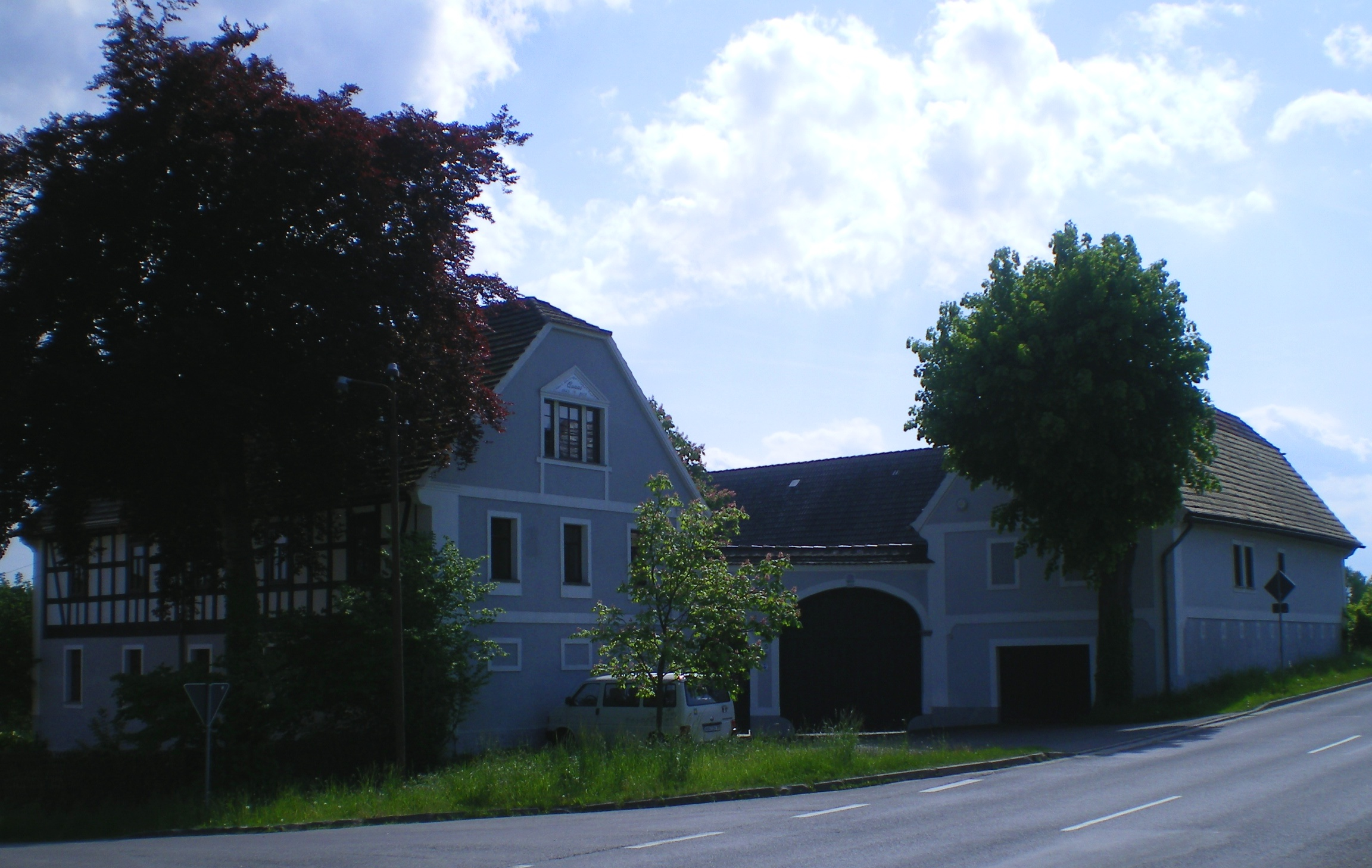
Fachwerkvierseithof

Burkersdorf liegt an der Bundesstraße 7 nördlich der Bundesautobahn 4 und von Nöbdenitz. Das schmucke Rundlingsdorf liegt an der Sprotte, die sich bei Burkersdorf durch Vereinigung der Großensteiner und Mannichswalder Sprotte bildet. Burkersdorf liegt im Ronneburger Acker- und Bergbaugebiet.

## Geschichte
Am 1. Februar 1283 wurde das Dorf erstmals urkundlich erwähnt. Burkersdorf gehörte zum wettinischen Amt Altenburg, welches ab dem 16. Jahrhundert aufgrund mehrerer Teilungen im Lauf seines Bestehens unter der Hoheit folgender Ernestinischer Herzogtümer stand: Herzogtum Sachsen (1554 bis 1572), Herzogtum Sachsen-Weimar (1572 bis 1603), Herzogtum Sachsen-Altenburg (1603 bis 1672), Herzogtum Sachsen-Gotha-Altenburg (1672 bis 1826). Bei der Neuordnung der Ernestinischen Herzogtümer im Jahr 1826 kam der Ort wiederum zum Herzogtum Sachsen-Altenburg.
Nach der Verwaltungsreform im Herzogtum gehörte Burkersdorf bezüglich der Verwaltung zum Ostkreis (bis 1900). bzw. zum Landratsamt Ronneburg (ab 1900). Das Dorf gehörte ab 1918 zum Freistaat Sachsen-Altenburg, der 1920 im Land Thüringen aufging. 1922 kam es zum Landkreis Altenburg.
Am 1. Juli 1950 erfolgte die Eingemeindung nach Untschen, mit dem Burkersdorf am 1. Januar 1974 zur Gemeinde Nöbdenitz und 2019 zur Stadt Schmölln kam. Bei der zweiten Kreisreform in der DDR wurden 1952 die bestehenden Länder aufgelöst und die Landkreise neu zugeschnitten. Somit kam Burkersdorf als Ortsteil der Gemeinde Untschen bzw. Nöbdenitz mit dem Kreis Schmölln an den Bezirk Leipzig; jener gehörte seit 1990 als Landkreis Schmölln zu Thüringen und ging bei der thüringischen Kreisreform 1994 im Landkreis Altenburger Land auf.